# Lijst van rijksmonumenten in Stein (gemeente)
De gemeente Stein telt 64 inschrijvingen in het rijksmonumentenregister. Hieronder een overzicht.

## Berg aan de Maas
De plaats Berg aan de Maas telt 2 inschrijvingen in het rijksmonumentenregister.
| Object | Oorspronkelijke functie?  | Bouwjaar            | Architect | Locatie       | Coördinaten?                  | Nr.?  | Afbeelding        |
| --- | ------------------------- | ------------------- | --------- | ------------- | ----------------------------- | ----- | ----------------- |
| Standerdmolen van Urmond | Industrie- en poldermolen | 1805                |           | Sjirperspad 1 | 50° 59' 37" NB, 5° 46' 36" OL | 34855 | Meer afbeeldingen |
| Hoeve met binnenplaats; woonhuis, van baksteen met speklagen van mergel; beide andere vleugels van vakwerk met geschoord dakoverstek aan de binnenplaats | Boerderij                 | 17e eeuw (woonhuis) |           | Kerkstraat 16 | 51° 0' 15" NB, 5° 46' 11" OL  | 47500 | Meer afbeeldingen |

## Catsop
De plaats Catsop telt 4 inschrijvingen in het rijksmonumentenregister.
| Object | Oorspronkelijke functie? | Bouwjaar | Architect | Locatie                                    | Coördinaten?                  | Nr.?  | Afbeelding |
| --- | ------------------------ | -------- | --------- | ------------------------------------------ | ----------------------------- | ----- | --- |
| Poort met omlijsting van naamse steen | Erfscheiding             | 17e eeuw |           | Daalstraat 3                               | 50° 56' 22" NB, 5° 46' 2" OL  | 34877 | Poort met omlijsting van naamse steen |
| Op het terrein "De Horst" ten zuiden van Catsop, onmiddellijk ten westen van de Horsterweg bevinden zich sporen van de rechthoekige omgrachting van een soldatenkamp uit de tijd van Karel de Stoute | Gebouw                   |          |           | Sporen omgrachting soldatenkamp Horsterweg | 50° 55' 56" NB, 5° 46' 10" OL | 34878 | Op het terrein "De Horst" ten zuiden van Catsop, onmiddellijk ten westen van de Horsterweg bevinden zich sporen van de rechthoekige omgrachting van een soldatenkamp uit de tijd van Karel de Stoute |
| Laathof. Grote bakstenen hoeve met binnenplaats. Woonhuis met brede voorgevel. Herplaatste gevelsteen uit 1649 in de topgevel aan de Daalstraat                                                      | Boerderij                | 19e eeuw |           | Op de Dries 4                              | 50° 56' 23" NB, 5° 46' 2" OL  | 34880 | Laathof. Grote bakstenen hoeve met binnenplaats. Woonhuis met brede voorgevel. Herplaatste gevelsteen uit 1649 in de topgevel aan de Daalstraat                                                      |
| Rechthoekige kapel van baksteen met hoekpilasters; tentdak met dakruitertje. Klokkenstoel met klok van onbekende gieter                                                                              | Kapel                    | 1848     |           | Kapel Op den Dries                         | 50° 59' 58" NB, 5° 46' 28" OL | 34881 | Meer afbeeldingen |

## Elsloo
De plaats Elsloo telt 26 inschrijvingen in het rijksmonumentenregister. Zie Lijst van rijksmonumenten in Elsloo voor een overzicht.

## Maasband
De plaats Maasband telt 1 inschrijving in het rijksmonumentenregister.
| Object | Oorspronkelijke functie? | Bouwjaar | Architect | Locatie            | Coördinaten?                  | Nr.?  | Afbeelding        |
| --- | ------------------------ | -------- | --------- | ------------------ | ----------------------------- | ----- | ----------------- |
| Schilderachtig aan de Maas gelegen bakstenen hoeve. Achter pleister gaat vermoedelijk het jaartal, 1566 schuil. Tweelichtvensters met accoladeboog; van Naamse steen. De oostgevel gewit | Boerderij                | 16e eeuw |           | Maasbandervaart 18 | 50° 58' 32" NB, 5° 44' 11" OL | 34836 | Meer afbeeldingen |

## Meers
De plaats Meers telt 4 inschrijvingen in het rijksmonumentenregister.
| Object                                                                                  | Oorspronkelijke functie? | Bouwjaar | Architect | Locatie                  | Coördinaten?                  | Nr.?  | Afbeelding                                                                              |
| --------------------------------------------------------------------------------------- | ------------------------ | -------- | --------- | ------------------------ | ----------------------------- | ----- | --------------------------------------------------------------------------------------- |
| Wegkruis in nis van metselwerk in straatgevel schuurgedeelte, in 1877 herplaatst in nis | Gedenkteken              | 17e eeuw |           | Meerser Eindstraat bij 1 | 50° 57' 51" NB, 5° 44' 44" OL | 34835 | Wegkruis in nis van metselwerk in straatgevel schuurgedeelte, in 1877 herplaatst in nis |
| Bakstenen huis met een puntgevel                                                        | Woonhuis                 | 1814     |           | Grotestraat 60           | 50° 57' 46" NB, 5° 44' 18" OL | 34882 | Bakstenen huis met een puntgevel                                                        |
| Weerterhof: hoeve van baksteen                                                          | Boerderij                | 18e eeuw |           | Op de Weerdt 1           | 50° 57' 48" NB, 5° 43' 49" OL | 34883 | Meer afbeeldingen                                                                       |
| Weerterhof: Hoeve van baksteen                                                          | Boerderij                | 1746     |           | Op de Weerdt 2           | 50° 57' 48" NB, 5° 43' 48" OL | 34884 | Meer afbeeldingen                                                                       |

## Stein
De plaats Stein telt 10 inschrijvingen in het rijksmonumentenregister. Zie Lijst van rijksmonumenten in Stein (plaats) voor een overzicht.

## Urmond
De plaats Urmond telt 18 inschrijvingen in het rijksmonumentenregister. Zie Lijst van rijksmonumenten in Urmond voor een overzicht.
Beek ·
Beekdaelen ·
Beesel ·
Bergen ·
Brunssum ·
Echt-Susteren ·
Eijsden-Margraten ·
Gennep ·
Gulpen-Wittem ·
Heerlen ·
Horst aan de Maas ·
Kerkrade ·
Landgraaf ·
Leudal ·
Maasgouw ·
Maastricht ·
Meerssen ·
Mook en Middelaar ·
Nederweert ·
Peel en Maas ·
Roerdalen ·
Roermond ·
Simpelveld ·
Sittard-Geleen ·
Stein ·
Vaals ·
Valkenburg aan de Geul ·
Venlo ·
Venray ·
Voerendaal ·
Weert